# Забараускас, Ромас
Ромас Забараускас (лит. Romas Zabarauskas; род. 31 мая 1990) — литовский кинорежиссёр, сценарист и продюсер, общественный активист.

## Биография
Окончил гимназию имени Басанавичусa в Вильнюсе. Его кинематографическое образование проходило в
Хантерском колледже Нью-Йорка и французском Университете Париж VIII.
Его фильмы были представлены на Европейском фестивале независимого кино ECU, на Московском международном кинофестивале и Бушвикском фестивале независимого кино в Нью-Йорке, в 2011 году лента Забараускаса «Порно-мелодрама» была представлена в программе Берлинского международного кинофорума.
Автор книги «Литва раскрывается: 99 ЛГБТ + истории» (лит. Lietuva atsiskleidžia: 99 LGBT+ istorijos)

## Личная жизнь и общественно-политические взгляды
Открытый гомосексуал и ЛГБТ-активист.
В 2013 году Ромас Забараускас вышел на красную ковровую дорожку Московского кинофестиваля в футболке с надписью Free Pussy Riot.
В 2018 году в знак солидарности с ЛГБТ Community Center, чей офис пострадал от атаки вандалов, вывесил на балконе своей квартиры в Вильнюсе радужный флаг, после чего его дом также неоднократно подвергался нападению.

## Фильмография
- Юлия и Марюс (2007)[14]
- Мне семнадцать (2008)[15]
- Порно-мелодрама (2011)
- Мы будем бунтовать (2013)[16][17][18]
- От Литвы не убежишь (2016)
- Адвокат (2020)[19]